# Mobile Suit Gundam : The 08th MS Team
Mobile Suit Gundam : The 08th MS Team (機動戦士ガンダム 第08MS小隊, Kidō Senshi Gandamu Dai Zerohachi Emu Esu Shōtai) est un anime japonais réalisé par Takeyuki Kanda et Umanosuke Iida en 1996. Diffusé sous la forme de douze OAV, il décrit une histoire parallèle à la série Mobile Suit Gundam en se plaçant à une échelle plus humaine. Un film d’animation intitulé Miller’s Report en a été tiré en 1998, ainsi que deux mangas et un roman. Aucun de ces produits n’a cependant été commercialisé en français.

## Synopsis
L’histoire se déroule en l’an U.C. 0079 pendant la guerre d’indépendance de Zeon. Loin des grandes batailles épiques, nous suivons Shiro Amada, jeune officier de la Fédération terrienne, et son équipe de mobile suits dépêchée pour affronter Zeon en Asie du Sud. En chemin, l’unité tombe inopinément sur un robot ennemi et Shiro engage le combat. Après avoir entre-détruit leur machine, les deux pilotes se retrouvent seuls. Shiro constate alors que son adversaire est une jeune fille, Aina Sahalin, et se sent attiré par elle. Il soigne donc ses blessures et ne la quitte qu’au petit matin.
De retour dans son unité, Shiro prend la tête du 8e bataillon de mobile suits et doit mener de durs combats au front, une zone hostile où la guerre cède le pas aux guérillas sanglantes et pesantes. De son côté, Aina Sahalin se voit confier les commandes d’un mobile suit expérimental très puissant, conçu par son frère Ginius. Inévitablement, les deux protagonistes vont devoir se combattre de nouveau, tiraillés entre amour et loyauté.

## Personnages principaux
Shiro Amada
Jeune officier à la tête du 8e bataillon et habile pilote, il est enthousiaste mais manque beaucoup d’expérience. Confronté aux horreurs de la guerre, il en est venu à haïr Zeon, jusqu’à sa rencontre avec Aina Sahalin. En effet, il tombe immédiatement sous le charme de cette dernière, mais une telle relation lui attire l’opprobre des soldats de la Fédération.
Aina Sahalin
Appartenant à la noblesse de Zeon, Aina est un pilote d’élite qui se voit confier un mobile suit très puissant : l’Apsalus. Cependant au début de l’histoire, elle est prise en chasse par Shiro qui la touche au bras ; ce dernier décide alors de bander la blessure, point de départ de l’idylle qui va secouer ses convictions.
Le 8e bataillon
Le 8e bataillon est composé de quatre autres membres récurrents en plus de Shiro : Karen Joshua, une femme cynique et caractérielle qui se montre peu patiente envers ses coéquipiers ; Terry Sanders Jr., pilote d’élite qui, selon la rumeur, attirerait le malheur sur ses partenaires ; Eledore Mathis, opérateur radar ; et enfin Michel Ninorich, jeune recrue comme Shiro qui agit comme artilleur.
Ginius Sahalin
Grand frère d’Aina Sahalin, Ginius est, comme son nom l’indique, un scientifique de génie — c’est lui qui a conçu l’Apsalus. Il est néanmoins atteint d’une grave maladie mentale qui lui fait peu à peu perdre la raison.
Sources,.

## Commentaire

### Teneur du scénario
Mobile Suit Gundam: The 08th MS Team est la troisième série d’OAV tirée de la saga Gundam, faisant suite aux succès importants de Gundam 0080 et Gundam 0083. D’ailleurs, elle se rapproche de ses prédécesseurs sur de nombreux points : d’abord, le scénario se déroule dans l’Universal Century (et plus précisément un passage en marge de la guerre d’indépendance de Zeon) qui permet de traiter la guerre à une échelle plus humaine, les personnages comme les combats étant les plus réalistes possibles ; de plus, l’histoire ne se déroule pas dans l’espace mais sur la Terre. Ensuite, Yoshiyuki Tomino (le créateur de la franchise) n’a pas travaillé sur le projet et cela se ressent par l’absence des newtypes ou humains évolués, thème pourtant récurrent de l’Universal Century. Ainsi, cette série montre qu’une guerre est plus une tragédie humaine qu’une affaire de « héros ». Ces OAV conservent une certaine distance avec la saga en elle-même qui les rendent plus abordables pour le néophyte (la chronologie de Gundam étant des plus complexes).
Pour autant, certaines critiques notent que la profondeur de l’histoire demeure en deçà de ses prédécesseurs. De même, l’histoire d’amour improbable entre Shiro et Aina est traitée d’une manière quelque peu stéréotypée.

### Production et sortie
La conception des OAV a été très fortement perturbée par la mort du réalisateur Takeyuki Kanda en cours de production ; remplacé par Umanosuke Iida, la réalisation dure finalement plus de trois ans pour 12 épisodes.
La commercialisation s’étale donc du 25 janvier 1996 au 25 juillet 1999 au Japon. Les OAV n’ont été exportés qu’aux États-Unis.

## Fiche technique
Cette fiche est rédigée d’après les informations fournies par Bandai, l’IMDb et Anime News Network.
- Type : OAV
- Origine :  Japon
- Format : 12 épisodes de 22 minutes
- Sortie : du 25 janvier 1996 au 25 juillet 1999

### Équipe de réalisation
- Concept original : Yoshiyuki Tomino et Hajime Yatate
- Réalisation : Takeyuki Kanda, Umanosuke Iida
- Scenario : Akira Okeya, Hiroaki Kitajima
- Conception des personnages : Toshihiro Kawamoto
- Conception des mechas : Kunio Ōkawara, Hajime Katoki, Kimitoshi Yamane
- Direction artistique : Shigemi Ikeda
- Direction  de la photographie : Kumiko Taniguchi
- Musiques : Kohei Tanaka
- Direction du son : Yasuo Urakami
- Production : Masato Mochizuki, Masuo Ueda, Kazuhiko Ikeguchi, Satoshi Kubo, Masato Terada, Jun Yukawa
- Studio de production : Sunrise

### Doublage
- Kikuko Inoue : Aina Sahalin
- Nobuyuki Hiyama : Shiro Amada
- Chinami Nishimura : Kiki Rosita
- Hiro Yuuki : Michel Ninorinch
- Ichirō Nagai : Gidan Nickerd
- Keiji Fujiwara : Eledore Mathis
- Mami Koyama : Karen Joshua
- Osamu Ichikawa : Norris Packard
- Shō Hayami : Ginius Sahalin
- Tesshō Genda : Terry Sanders
- Yuzuru Fujimoto : Kojima

### Musiques
Générique d’ouverture
1. Arashi no naka de kagayaite (lit. « Resplendis par-delà les vents de la tempête ») de Chihiro Yonekura

Génériques de fin
1. Ten Years After (lit. « Dix ans après ») de Chihiro Yonekura
2. Mirai no Futari ni (lit. « Notre avenir à deux ») de Chihiro Yonekura (épisode 11)
3. Arashi no naka de kagayaite (lit. « Une lueur dans la tempête ») de Chihiro Yonekura (épisode 12)

### Liste des épisodes
| No | Titre français                    | Titre japonais   | Titre japonais             | Date de 1re diffusion |
| No | Titre français                    | Kanji            | Rōmaji                     | Date de 1re diffusion |
| -- | --------------------------------- | ---------------- | -------------------------- | --------------------- |
| 1  | La Guerre pour deux               | 二人だけの戦争   | Futari dake no sensō       | 25 janvier 1996       |
| 2  | Les Gundam dans la jungle         | 密林のガンダム   | Mitsurin no Gandamu        | 25 janvier 1996       |
| 3  | Jusqu’aux limites de la confiance | 信頼への限界時間 | Shinrai he no genkai jikan | 25 mars 1996          |
| 4  | Le démon est au-dessus            | 頭上の悪魔       | Zujō no akuma              | 25 octobre 1996       |
| 5  | Ordre de stand-by violé           | 破られた待機命令 | Yaburareta taiki meirei    | 25 novembre 1996      |
| 6  | Bataille sur le sable brûlant     | 熱砂戦線         | Nessa sensen               | 18 décembre 1996      |
| 7  | Retrouvailles                     | 再会             | Saikai                     | 18 octobre 1997       |
| 8  | Devoirs et idéaux                 | 軍務と理想       | Gunmu to risō              | 25 juillet 1998       |
| 9  | La Ligne de front                 | 最前線           | Saizensen                  | 25 juillet 1998       |
| 10 | La Montagne tremblante (partie 1) | 震える山(前編)   | Furueru yama (zenpen)      | 25 juillet 1998       |
| 11 | La Montagne tremblante (partie 2) | 震える山(後編)   | Furueru yama (kōhen)       | 25 avril 1999         |
| 12 | Dernier Recours                   | ラスト・リゾート | Rasuto rizōto              | 25 juillet 1999       |

Note : les OAV n’ayant jamais été commercialisés en français, les titres sont des traductions officieuses.

## Mobile Suit Gundam: The 08th MS Team, Miller's Report
Mobile Suit Gundam : The 08th MS Team, Miller’s Report (機動戦士ガンダム 第08MS小隊 ミラーズ・リポート) est un film d’animation tiré de la série, qui se déroule chronologiquement entre les épisodes 8 et 9. L’histoire se focalise sur le passage en cour martiale de Shiro pour intelligence avec l’ennemi ; les événements des huit premiers épisodes sont donc décortiqués par l’enquêteuse de la Fédération Alice Miller, avec en sus diverses scènes inédites. Au Japon, le film a été diffusé au cinéma en même temps que Gundam Wing : Endless Waltz Special Edition, à partir du 1er août 1998. L’équipe de réalisation est quasiment la même que pour les OAV.

## Autres médias
L’histoire a été adaptée en un manga intitulé Mobile Suit Gundam: The 08th MS Team U.C.0079+α par Umanosuke Iida, et publiée par Kadokawa Shoten en 2007. Un autre manga, The 08th MS Team Side Story : Trivial Operation, présente quant  à lui une histoire parallèle en février 2000. Comme souvent dans la franchise, l’histoire a aussi été retranscrite sous forme de trois romans par Ichirō Ōkouchi en 1999.